# Nicolás Guillén Landrián
Nicolás Guillén Landrián (Camagüey, Cuba, 1938 ― Miami, Florida, Estados Unidos, 23 de julio de 2003) fue un cineasta y pintor cubano. Sobrino del poeta Nicolás Guillén.

## Biografía
Nació en Camagüey en 1938 y murió exiliado en Miami, Estados Unidos, el 22 de julio de 2003. De 1962 a 1972, labora en el Instituto Cubano de Arte e Industria Cinematográficos (ICAIC) como asistente de producción y director de documentales, la mayoría de los cuales fueron censurados y no exhibidos hasta tres décadas después. Entre sus títulos más importantes figuran En un barrio viejo (1963), premiado en el Festival de Cine de Cracovia, Ociel del Toa (1965), que recibió la Espiga de Oro de la Seminci de Valladolid, y Coffea Arábiga (1968).  
Guillén Landrián fue acusado de desviación ideológica y fue enviado a trabajar a una granja avícola en la Isla de la Juventud. En varias ocasiones fue encarcelado y se le sometió a tratamiento de electroshock en hospitales siquiátricos. A finales de los 80, participó en La Habana en una exposición de pintores disidentes, que disolvió la Seguridad del Estado de Cuba. En 1989, llegó a Estados Unidos con su esposa Grettel Alfonso como exiliado político, con quien vivió hasta su muerte. Murió de cáncer de páncreas. Sus restos descansan en el Cementerio de Colón de La Habana.  
La obra cinematográfica de Guillén Landrián es de las más genuinamente irreverentes y personales de las realizadas por el cine cubano revolucionario. Sobre él existen dos retratos fílmicos: Café con leche (un documental sobre Guillén Landrián) (2003), de Manuel Zayas, y El fin pero no es el fin (2006), de Jorge Egusquiza Zorrilla. En el décimo aniversario de su muerte en 2013, J. Manuel L. Herrera dirigió el primer largometraje dedicado al legendario realizador titulado: Recordando a Nicolasito; también en ese mismo año se presentó en la 30 Feria Internacional del Libro en Miami Fl. el primer libro dedicado a reflejar la multifacética obra del genial artista bajo el nombre NICOLAS GUILLLEN LANDRIAN en 3D, escrito por su gran amigo J. Manuel L. Herrera, donde se encuentran muchas de sus poesías inéditas, pinturas nunca antes observadas y parte de su filmografía; mostrando de esta manera las tres disciplinas artísticas de este extraordinario creador. 

## Filmografía
- Congos reales (1962), copia inexistente en archivos
- Patio arenero (1962), copia inexistente en archivos
- El Morro (1963), copia inexistente en archivos
- En un barrio viejo (1963)
- Un festival (1963)
- Ociel del Toa (1965)
- Los del baile (1965)
- Rita Montaner (1965), no terminado
- Retornar a Baracoa (1966)
- Reportaje (1966)
- Coffea Arábiga (1968)
- Expo Maquinaria Pabellón Cuba (1969) - Primera copia archivada, inexistente
- Desde La Habana 1969 (1971)
- Taller de Línea y 18 (1971)
- Un reportaje en el puerto pesquero (1972)
- Nosotros en el Cuyaguateje (1972)
- Para construir una casa (1972)
- Miami Downtown (2001) - en codirección con Jorge Egusquiza Zorrilla